# كيم ووكر (لاعبة هوكي الحقل)
كيم ووكر (بالإنجليزية: Kim Walker) هي لاعب هوكي الحقل أسترالية، ولدت في 14 ديسمبر 1975.

## وصلات خارجية
- كيم والكر على موقع أوليمبيديا (الإنجليزية)
- كيم والكر على موقع اللجنة الأولمبية الأسترالية (الإنجليزية)
- كيم والكر على موقع دورة ألعاب الكومنولث 2006 (مؤرشف) (الإنجليزية)